# Anthrakose
Als Anthrakose (von gr. άνθραξ, Kohle) bezeichnet man eine Form der Pneumokoniose (Staublunge), die durch das Einatmen beziehungsweise die Ablagerung von Kohlenstaub- oder Rußpartikeln in den Lungen verursacht wird. Diese entsteht in Folge einer Überlastung des Selbstreinigungsmechanismus der Lungen durch übermäßige Exposition. 
Die Kohlenstoffablagerungen aufgrund von Kohlenstaub, Rauch oder vergleichbare Luftverschmutzungen zeigen sich häufig in Phagozyten der Lunge und der intrapulmonalen Lymphknoten. Eine Anthrakose kann auch gemeinsam mit einer durch Quarzfeinstaub oder Silikastaub verursachten Silikose vorkommen (Anthrakosilikose). 
Die Anthrakose verläuft meist unkompliziert und führt nicht zwangsläufig zu Lungenschäden wie die Silikose, da die Rußpartikel wesentlich weniger zellschädigende Einflüsse ausüben als freies Silikat. Bei jahrelanger, übermäßiger Exposition kann sich das Krankheitsbild jedoch komplizieren, und eine massive, fortschreitende Lungenfibrose entsteht.